# Formula–1 osztrák nagydíj

Az Österreichringből kialakított A1-Ring, mai nevén Red Bull Ring

Österreichring

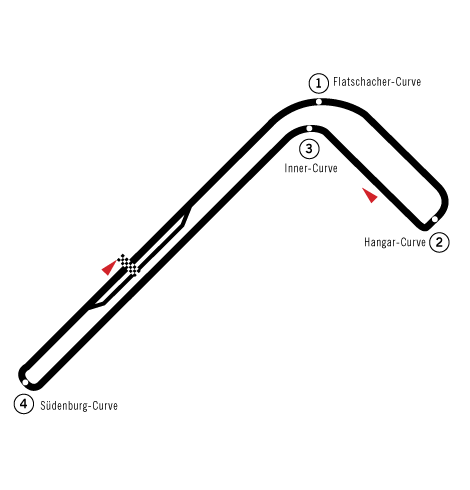
Zeltwegi katonai repülőtér

Az osztrák nagydíj a Formula–1 egy korábbi versenye, melyet 2003-ig összesen 26 alkalommal rendeztek meg. Az első verseny a Zeltwegi katonai repülőtéren folyt, utána az Österreichring nevű pályán tartották a versenyt, majd az 1997-es évtől kezdve az abból kialakított A1-Ring adott otthont a Formula–1-nek. A versenyt legtöbbször Max Verstappen nyerte meg. A nagydíj a 2014-es szezontól visszatért és a pálya nevét Red Bull Ringre keresztelték át. A nagydíj rendezési jogát 2023 márciusában 2027-ig meghosszabbították, majd júliusban további 3 évvel, 2030-ig terjesztették ki a szerződés hatályát.
| Év         | Győztes versenyző     | Győztes konstruktőr | Pálya            | Összefoglaló  |
| ---------- | --------------------- | ------------------- | ---------------- | ------------- |
| 2025       | Lando Norris          | McLaren-Mercedes    | Red Bull Ring    | Összefoglaló  |
| 2024       | George Russell        | Mercedes            | Red Bull Ring    | Összefoglaló  |
| 2023       | Max Verstappen        | Red Bull-Honda RBPT | Red Bull Ring    | Összefoglaló  |
| 2022       | Charles Leclerc       | Ferrari             | Red Bull Ring    | Összefoglaló  |
| 2021[1]    | Max Verstappen        | Red Bull-Honda      | Red Bull Ring    | Összefoglaló  |
| 2021[1]    | Max Verstappen        | Red Bull-Honda      | Red Bull Ring    | Összefoglaló  |
| 2020[1]    | Lewis Hamilton        | Mercedes            | Red Bull Ring    | Összefoglaló  |
| 2020[1]    | Valtteri Bottas       | Mercedes            | Red Bull Ring    | Összefoglaló  |
| 2019       | Max Verstappen        | Red Bull-Honda      | Red Bull Ring    | Összefoglaló  |
| 2018       | Max Verstappen        | Red Bull-TAG Heuer  | Red Bull Ring    | Összefoglaló  |
| 2017       | Valtteri Bottas       | Mercedes            | Red Bull Ring    | Összefoglaló  |
| 2016       | Lewis Hamilton        | Mercedes            | Red Bull Ring    | Összefoglaló  |
| 2015       | Nico Rosberg          | Mercedes            | Red Bull Ring    | Összefoglaló  |
| 2014       | Nico Rosberg          | Mercedes            | Red Bull Ring    | Összefoglaló  |
| 2004 -2013 | Nem rendeztek         | Nem rendeztek       | Nem rendeztek    | Nem rendeztek |
| 2003       | Michael Schumacher    | Ferrari             | A1-Ring          | Összefoglaló  |
| 2002       | Michael Schumacher    | Ferrari             | A1-Ring          | Összefoglaló  |
| 2001       | David Coulthard       | McLaren-Mercedes    | A1-Ring          | Összefoglaló  |
| 2000       | Mika Häkkinen         | McLaren-Mercedes    | A1-Ring          | Összefoglaló  |
| 1999       | Eddie Irvine          | Ferrari             | A1-Ring          | Összefoglaló  |
| 1998       | Mika Häkkinen         | McLaren-Mercedes    | A1-Ring          | Összefoglaló  |
| 1997       | Jacques Villeneuve    | Williams-Renault    | A1-Ring          | Összefoglaló  |
| 1988 -1996 | Nem rendeztek         | Nem rendeztek       | Nem rendeztek    | Nem rendeztek |
| 1987       | Nigel Mansell         | Williams-Honda      | Österreichring   | Összefoglaló  |
| 1986       | Alain Prost           | McLaren-TAG         | Österreichring   | Összefoglaló  |
| 1985       | Alain Prost           | McLaren-TAG         | Österreichring   | Összefoglaló  |
| 1984       | Niki Lauda            | McLaren-TAG         | Österreichring   | Összefoglaló  |
| 1983       | Alain Prost           | Renault             | Österreichring   | Összefoglaló  |
| 1982       | Elio de Angelis       | Lotus-Ford          | Österreichring   | Összefoglaló  |
| 1981       | Jacques Laffite       | Ligier-Matra        | Österreichring   | Összefoglaló  |
| 1980       | Jean-Pierre Jabouille | Renault             | Österreichring   | Összefoglaló  |
| 1979       | Alan Jones            | Williams-Ford       | Österreichring   | Összefoglaló  |
| 1978       | Ronnie Peterson       | Lotus-Ford          | Österreichring   | Összefoglaló  |
| 1977       | Alan Jones            | Shadow-Ford         | Österreichring   | Összefoglaló  |
| 1976       | John Watson           | Team Penske-Ford    | Österreichring   | Összefoglaló  |
| 1975       | Vittorio Brambilla    | March-Ford          | Österreichring   | Összefoglaló  |
| 1974       | Carlos Reutemann      | Brabham-Ford        | Österreichring   | Összefoglaló  |
| 1973       | Ronnie Peterson       | Lotus-Ford          | Österreichring   | Összefoglaló  |
| 1972       | Emerson Fittipaldi    | Lotus-Ford          | Österreichring   | Összefoglaló  |
| 1971       | Jo Siffert            | BRM                 | Österreichring   | Összefoglaló  |
| 1970       | Jacky Ickx            | Ferrari             | Österreichring   | Összefoglaló  |
| 1965 –1969 | Nem rendeztek         | Nem rendeztek       | Nem rendeztek    | Nem rendeztek |
| 1964       | Lorenzo Bandini       | Ferrari             | Zeltweg Airfield | Összefoglaló  |

## Legsikeresebb versenyzők
| Győzelmek | Versenyző          | Győztes évek           |
| --------- | ------------------ | ---------------------- |
| 4         | Max Verstappen     | 2018, 2019, 2021, 2023 |
| 3         | Alain Prost        | 1983, 1985, 1986       |
| 2         | Ronnie Peterson    | 1973, 1978             |
| 2         | Alan Jones         | 1977, 1979             |
| 2         | Mika Häkkinen      | 1998, 2000             |
| 2         | Michael Schumacher | 2002, 2003             |
| 2         | Nico Rosberg       | 2014, 2015             |
| 2         | Valtteri Bottas    | 2017, 2020             |

Megjegyzés:
- ↑ 1:  — 2020-ban és 2021-ben két-két osztrák nagydíjat rendeztek két egymást követő hétvégén a koronavírus-járvány miatt törölt futamok pótlása végett. 2020-ban a második, míg 2021-ben az első futam stájer nagydíj néven szerepelt a versenynaptárban.